# Ioana Andrei
Ioana-Rebecca Andrei (* 7. März 2003) ist eine rumänische Leichtathletin, die sich auf den Sprint spezialisiert hat.

## Sportliche Laufbahn
Erste Erfahrungen bei internationalen Meisterschaften sammelte Ioana Andrei im Jahr 2022, als sie bei den U20-Weltmeisterschaften in Cali mit 54,78 s im Halbfinale im 400-Meter-Lauf ausschied und mit der rumänischen Mixed-Staffel über 4-mal 400 Meter mit 3:27,18 min den Finaleinzug verpasste. 2024 gelangte sie bei den Balkan-Meisterschaften in Izmir mit 56,19 s auf Rang elf über 400 Meter und gewann mit der Mixed-Staffel in 3:25,65 min die Bronzemedaille hinter den Teams aus Serbien und der Türkei. Im Jahr darauf schied sie bei den U23-Europameisterschaften in Bergen mit 54,34 s in der ersten Runde über 400 Meter aus.
In den Jahren 2023 und 2024 wurde Andrei rumänische Meisterin in der Mixed-Staffel sowie 2024 auch mit der Frauenstaffel über 4-mal 400 Meter. Zudem wurde sie 2024 Hallenmeisterin über 400 Meter.

## Persönliche Bestzeiten
- 400 Meter: 53,91 s, 29. Juni 2024 in Cluj-Napoca
  - 400 Meter (Halle): 55,47 s, 4. Februar 2024 in London